# Sotetsu série 10000
La série 10000 (10000系, 10000-kei) de Sotetsu est un type de rame automotrice exploité depuis 2002 par la compagnie Sagami Railway (Sotetsu) dans la préfecture de Kanagawa.

## Description
Les rames série 11000 sont basées sur les rames série E231 de la JR East. Elles sont composées de 8 voitures (5 rames) ou de 10 voitures (3 rames) avec chacune 4 paires de portes.
L'espace voyageurs se compose de banquettes longitudinales. Chaque voiture comprend un espace pour les usagers en fauteuils roulants et les poussettes.
Les rames sont rénovées avec une livrée bleu foncé appelée YOKOHAMA NAVYBLUE, la nouvelle identité visuelle de la compagnie.

## Histoire
La première rame de la série 10000 est entrée en service le 24 février 2002.

## Services
Les rames circulent sur la ligne principale Sōtetsu et la ligne Izumino.

## Galerie photos

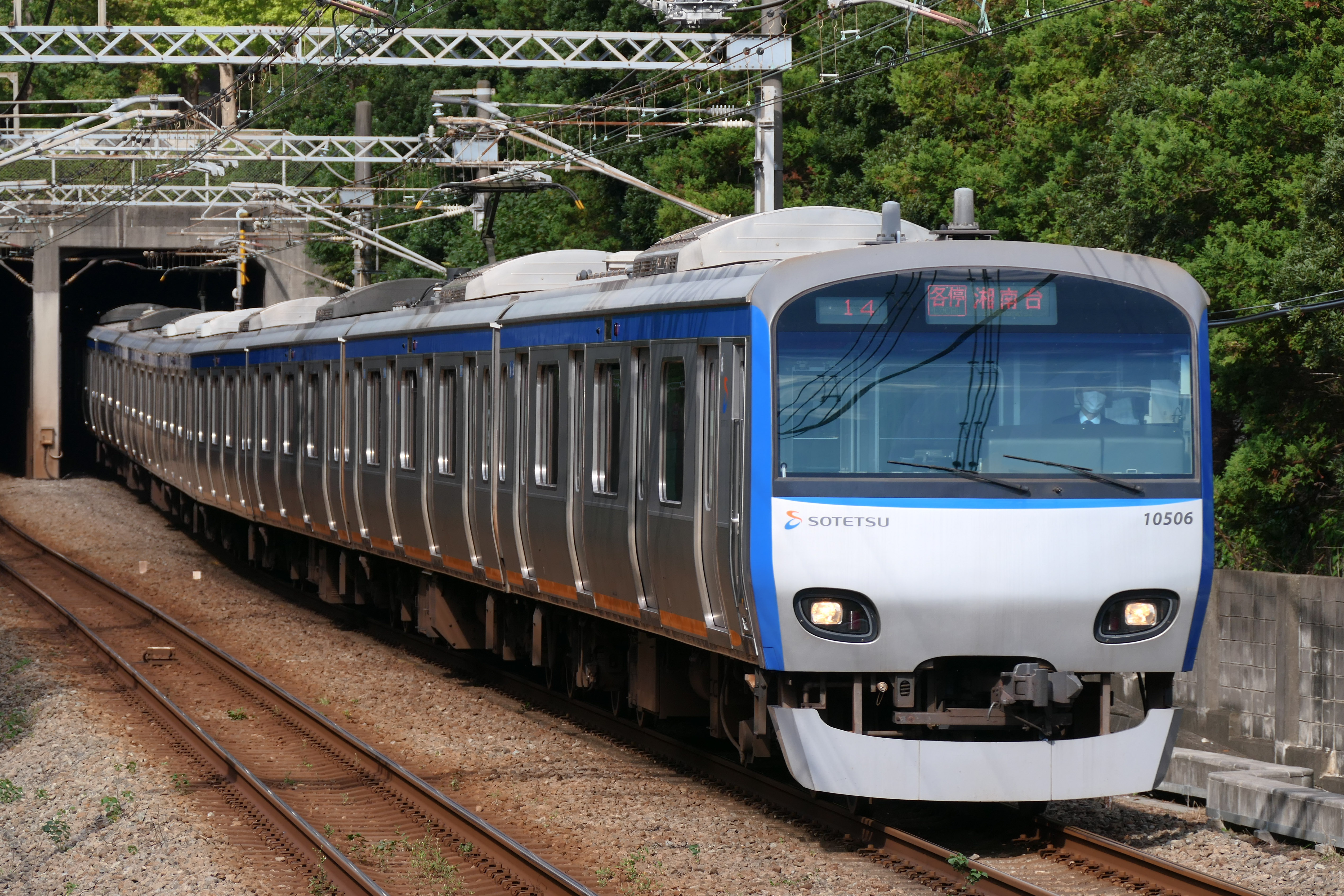
Livrée d'origine.
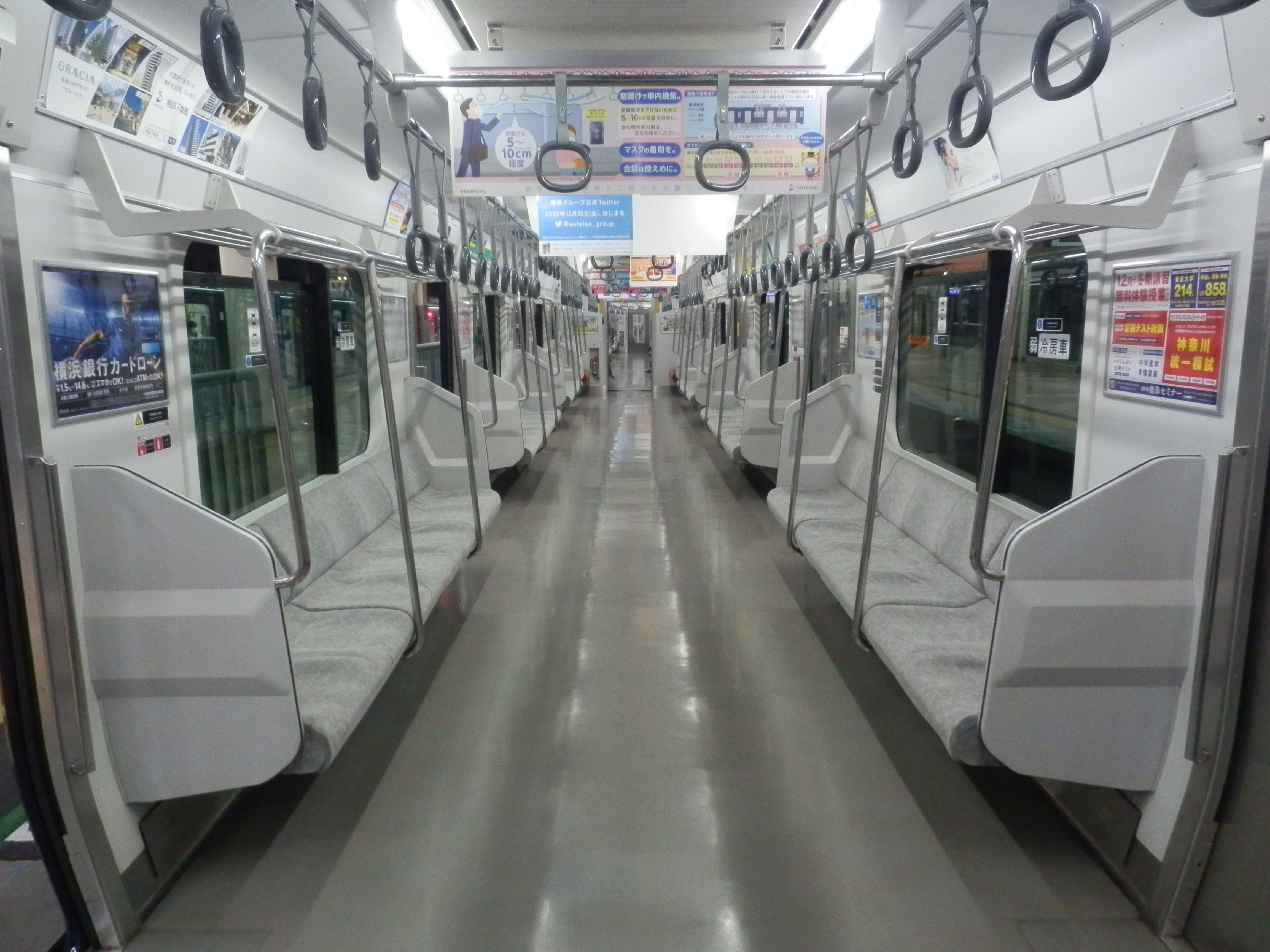
Intérieur de la rame.